# Il canale di Gravelines, una sera
Il canale di Gravelines, una sera (Le Chenal de Gravelines, un soir) è un dipinto a olio su tela (65,4x81,9 cm) realizzato nel 1890 dal pittore francese Georges-Pierre Seurat.
È conservato nel Museum of Modern Art.
Il pittore trascorre l'estate del 1890 a Gravelines, un piccolo centro al confine con il Belgio.